# Friderik III. Berški
Friderik III. Berški je bil sin Viljema I. Berškega  in Sofije Bilandtske. Kot naslednik svojega očeta je bil od leta 1387 do svoje smrti leta 1416 enajsti gospod dežele Berške. Bil je član plemiške rodbine Berških tudi imenovanih latinsko "De Monte".Dežela Berška je bilo praporno gospostvo na vzhodu sedanje nizozemske province Gelderland, ki so ji pripadali 's-Heerenberg, Didam, Etten, Zeddam, Gendringen, Netterden in Gospostvo Westervoort.

## Biografija
Gospod Friderik III. se je okoli leta 1370 poročil s Katarino Burensko. Leta 1388 mu je utrechtski škof v fevd podelil gospostvo Didam, vendar brez gradu. Ta je bil v lasti grofov Meurških, ki so ga leta 1456 prodali Friderikovemu vnuku in nasledniku Viljemu II. Berškemu.
Leta 1399 je škof Utrechta povzdignil mesto 's-Heerenberg v samostojno župnijo, ki je bila ločena od župnije Zeddam. Do leta 1853 je ta župnija obsegala samo mesto znotraj kanalov. Med povišanjem je gospod Friderik dal razširiti kapelo, ki jo je okoli leta 1260 zgradil njegov prednik Adam I. Berški na zahodni strani in tako nastala župnijska cerkev, sedanja protestantska cerkev.
Gospod Friderik III. Berški je umrl 3. oktobra 1416. Pokopan je bil v župnijski cerkvi v ’s-Heerenbergu. Gospod Friderik je bil zadnji v moški liniji svoje rodbine, zato ga je takoj nasledil njegov vnuk Viljem, ki je že omenjen zgoraj. Leta 1441 je očetov priimek "Leški" zamenjal za priimek svoje matere "Berški".

## Poroka in otroci
Iz zakona s Katarino Burensko je imel le hčerko:
- Sofija Berška  ⚭ Oton Leški

Friderik je imel tudi nezakonskega sin Janeza Berškega Raffenberškega. 
Njegova hči Sofija se je okrog leta 1395 poročila z Otonom Leškim (van der Leckom), gospodom Hedelskim in Almsteenskim. Umrla je 27. maja 1412 , ko je bil njen oče Friderik še živ. Sofija in njen mož Oton torej nikoli nista bila gospa in gospod Berški.